# Кузнецов, Николай Алексеевич (тракторист)
Николай Алексеевич Кузнецов — советский хозяйственный и государственный деятель, лауреат Государственной премии СССР за выдающиеся достижения в труде.

## Биография
Родился в 1937 году в Илекском районе Оренбургской области. Член КПСС.
В 1952—1991 годах — прицепщик, механизатор, военнослужащий Советской армии, механизатор, звеньевой механизированного зерноубоурочного звена колхоза имени Димитрова Илекского района Оренбургской области.
За 1983 году убрал более 10 000 центнеров зерна, добившись наилучших результатов в области. Организовал звено по единому наряду. Добившись бесперебойной работы звена в эо время уборочной компании, превышал дневную норму на подборе валков в 2-3 раза вплоть до 817 центнеров в сутки.
За освоение и внедрение прогрессивных технологий, высокоэффективное использование техники и увеличение производства высококачественных кормов был в составе коллектива удостоен Государственной премии СССР за выдающиеся достижения в труде 1983 года.
После 1991 года — руководитель крестьянско-фермерского хозяйства «Раздолье» Илекского района Оренбургской области.
Жил в селе Димитрова.

## Награды
- Орден Ленина
- Орден Октябрьской Революции
- Орден Трудового Красного Знамени